# Narcissus asturiensis
Narcissus asturiensis es una especie de planta bulbosa perteneciente a la familia de las amarilidáceas, endémica de la cordillera Cantábrica, desde los Montes de León hasta la sierra de Híjar.

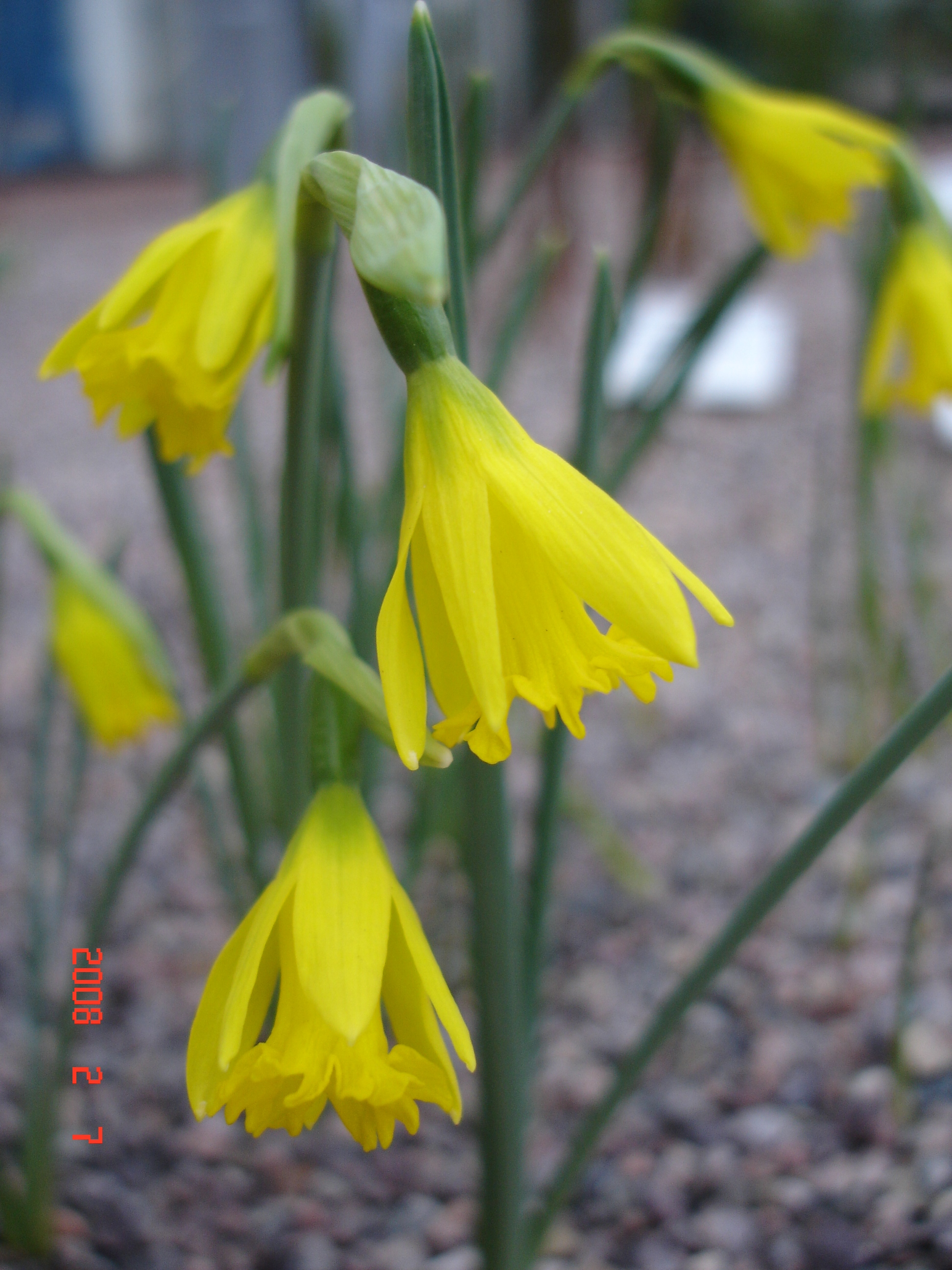
Flores

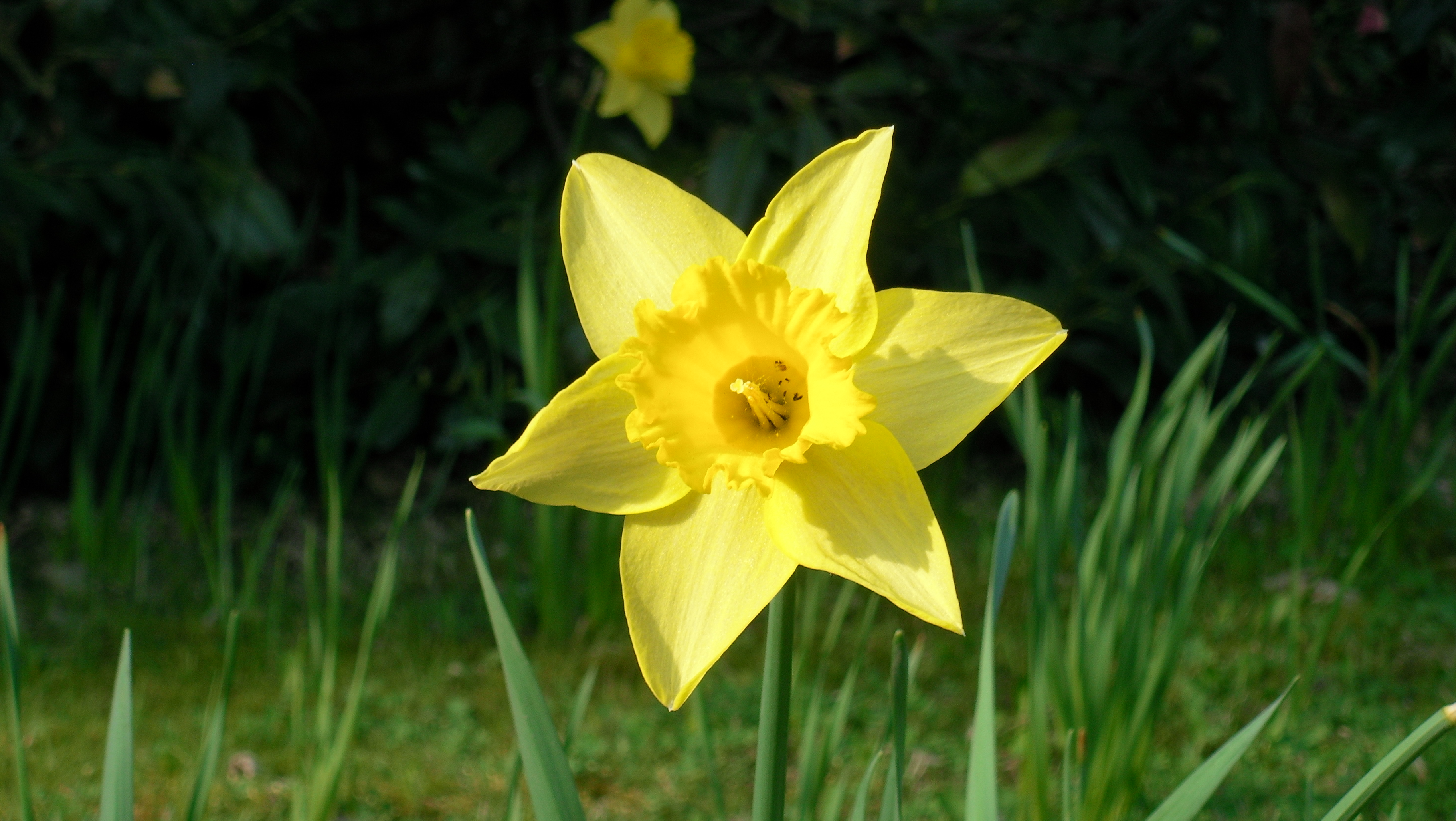
Detalle de la flor

## Descripción
Narcissus asturiensis crece en altitudes de hasta los 2000 metros. Alcanza un tamaño de 12,7 cm de altura y tiene pequeñas flores amarillas. Es una especie amenazada en la naturaleza, pero que es susceptible de cultivo. Se puede cultivar como planta de jardín resistente al frío, que necesita la vernalización (un período de clima frío). Como planta de jardín, florece a finales de enero o principios de febrero a baja altura.

## Propiedades
Esta planta contiene una serie de alcaloides como hemanthamina, hemanthidina, tazettina y epimacronina.

## Taxonomía
Narcissus asturiensis fue descrita por (Jord.) Pugsley y publicado en Journal of the Royal Horticultural Society 58:40, en el año 1933.
Citología
Número de cromosomas de Narcissus minor subsp. asturiensis (Fam. Amaryllidaceae) y táxones infraespecíficos: Narcissus asturiensis (Jord.) Pugsley: n=14; 2n=28.
Etimología
Narcissus nombre genérico que hace referencia  del joven narcisista de la mitología griega Νάρκισσος (Narkissos) hijo del dios río Cephissus y de la ninfa Leiriope; que se distinguía por su belleza. 
El nombre deriva de la palabra griega: ναρκὰο, narkào (= narcótico) y se refiere al olor penetrante y embriagante de las flores de algunas especies (algunos sostienen que la palabra deriva de la palabra persa نرگس y que se pronuncia Nargis, que indica que esta planta es embriagadora). 
asturiensis: epíteto geográfico que alude a su localización en Asturias.
Sinonimia
- Ajax asturiensis Jord.
- Narcissus cyclamineus subsp. cohaerens Rozeira
- Narcissus lagoi Merino
- Narcissus minor subsp. asturiensis (Jord.) Barra & G.López
- Narcissus minor var. brevicoronatus (Pugsley) Barra & G.López
- Narcissus minor var. villarvildensis (T.E.Díaz & Fern.Prieto) Barra & G.López[6]

## Nombre común
- Castellano: narciso de Asturias.[7]